# Sigismondo Gambacorta
Sigismondo Gambacorta (Napoli, 1573 – Cerreto Sannita, ottobre 1636) è stato un vescovo cattolico italiano.

## Biografia

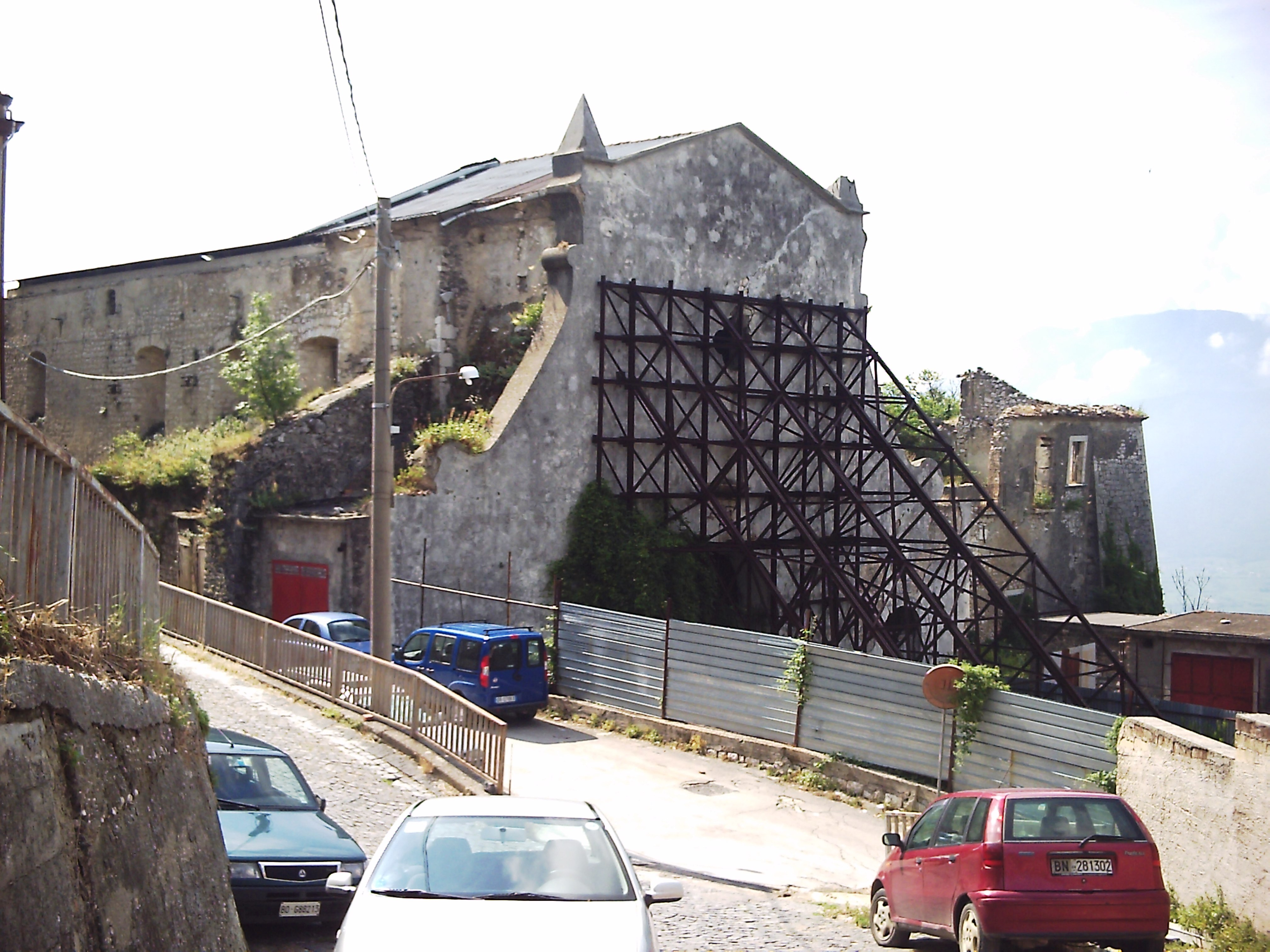
Il convento di San Francesco di Guardia Sanframondi, fortemente voluto da mons. Gambacorta ed attualmente in stato di abbandono.

Nacque nel 1573 a Napoli dai Gambacorta, una famiglia patrizia di origine pisana che godeva del titolo di marchesi di Celenza Valfortore.
Fece parte dell'ordine dei Canonici regolari di Sant'Agostino confederati e fu dapprima canonico nella Basilica di San Pietro ad Aram e poi curatore della chiesa badiale di San Modesto in Benevento.
Fu designato vescovo di Telese o Cerreto da papa Paolo V nel concistoro del 15 luglio 1613.
Continuò l'opera riformatrice dei predecessori eseguendo minuziosamente le disposizioni del Concilio di Trento.
Ogni anno convocò un sinodo diocesano. I primi due si tennero nella cattedrale della Santa Croce di Telese, il terzo nella collegiata di San Martino e tutti gli altri nell'appena costruita Cattedrale di Cerreto Sannita. I sinodi toccarono tutte le materie che afferivano alla religiosità e alla promozione del culto. In un sinodo da lui indetto, quello del 1625, vi parteciparono 203 sacerdoti e 138 chierici provenienti da tutta la diocesi.
Terminò la costruzione della Cattedrale di Cerreto Sannita reperendo i fondi dalle elemosine dei cerretesi e dalle multe pagate dai delinquenti giudicati dal Foro ecclesiastico. In un atto del 1619 rogato dal notaio Giulio Cesare Cappella vengono elencate tutte le suppellettili e i parametri sacri acquistati per la chiesa. Fra di essi sono elencate "quattro pianete, un calice d'argento con patena d'argento, un baciletto d'argento con ampolline di argento per uso delle messe, un paio di candelieri di argento, una sottotazza di argento con lo stemma del vescovo, una mitra preziosa ricamata di oro con perle, pietre e lo stemma del vescovo nelle fascette pendenti, un'altra mitra di seta, tre camici, un quadro con l'effigie della Madonna, due messali, due tonicelle ecc.".
Il definitivo trasferimento della sede vescovile da Telese a Cerreto Sannita, decretato dalla Congregazione per i Vescovi nel 1612, causò al Gambacorta non pochi contrasti sia con i canonici della collegiata di Cerreto Sannita (che vedevano i canonici della Cattedrale come pericolosi concorrenti) e sia con i conti Grimaldi, signori di Solopaca e di Telese, che non accettarono il trasferimento della sede episcopale.
I canonici della collegiata nel 1630, approfittando della temporanea assenza di mons. Gambacorta e contro le sue disposizioni, accolsero con tutti gli onori, «[...] con cotta e stole e croce [...] alla porta della terra di Cerreto [...] il medesimo Duca di Maddaloni padrone di queste terre, per il suo primo ingresso, e l'abbiamo fatto baciare la croce con condurlo sotto il baldacchino cantando il Te Deum laudamus nella Chiesa loro, dove poi l'Arciprete cantò un'orazione sul messale solennemente [...] con grave pregiudizio della giurisdizione ecclesiastica, il vilipendio della Chiesa e scandalo pubblico».
Il duca di Solopaca Bartolomeo Grimaldi, probabilmente incitato dai canonici della collegiata di Cerreto Sannita, nel 1629 presentò un memoriale alla Congregazione per i Vescovi supplicando «a nome del popolo il ritorno dei Vescovi e Canonici nell'antica città di Telese». Il Gambacorta rispose con un documento nel quale affermava che «non il popolo telesino, che non c'è, ma i Canonici di S. Martino hanno organizzato la contestazione; e quanto al duca, questi solo perché istigato ha inoltrato la Petizione, e poco o nulla pensa al servizio di detta Cattedrale, mentre have altro da fare e non certo di riparare li danni alli territori di Telesio e del feudo vescovile di S. Agatella che fanno li suoi animali. Che anzi, il suo predecessore da ben 22 anni, aveva devastato lo stesso palazzo ducale di Telesio, asportandone i pezzi per riparare la gualchiera, il mulino e il palazzo che si andava costruendo in Solopaca». La Congregazione respinse il ricorso del Grimaldi e confermò il trasferimento della sede vescovile a Cerreto Sannita.
Nel 1616 mons. Gambacorta pose la prima pietra del convento di San Francesco a Guardia Sanframondi, da lui fortemente voluto. In quegli anni favorì anche la venuta di un frate predicatore, fra Rufino di Napoli, che fondò la chiesa di Santa Maria di Costantinopoli a Cerreto Sannita e la chiesa della Congregazione della Sanità a San Lorenzello, dotandole di due confraternite.
Ampliò ed abbellì il palazzo episcopale; rese più funzionale il Seminario Diocesano di Cerreto Sannita dove mantenne a sue spese dodici chierici poveri.
Nel 1614 dettò alle suore del monastero delle clarisse di Cerreto Sannita dei nuovi provvedimenti e tolse le chiavi del monastero all'Universitas, ponendo fine a tale strana usanza nata a seguito della morte di mons. Cotugno nel 1583. Un eletto dell'Universitas, Giovan Tommaso Magnati, fece ricorso alla Congregazione per i Vescovi contro tale provvedimento dicendo che era un antico diritto e denunziando che copia della chiavi era stata consegnata a don Pasquale de Liso, prete di dubbi costumi. Accusava inoltre il vescovo di aver permesso ai Padri Conventuali di aprire delle finestre dal campanile della loro chiesa e di non aver fatto chiudere le finestre delle case dei sacerdoti site nelle vicinanze del complesso e dalle quali potevano essere spiate le monache. La Congregazione rispose rapidamente dando ragione al vescovo, dichiarando impertinente l'istanza del Magnati e suggerendo a mons. Gambacorta di dare le chiavi nemmeno al canonico della collegiata di San Martino De Laurentis, perché avente 26 anni, ma a persona più anziana.
Morì nel mese di ottobre del 1636 e fu sepolto nella Cattedrale di Cerreto Sannita.